# Nicole Laurent
Nicole Laurent (Merksem, 17 september 1955) is een Vlaamse actrice.

## Biografie

### Loopbaan
Ze studeerde toneel bij Walter Rits aan de academie te Schoten en dictie en voordracht bij Hadewich Van der Straeten. Ze speelde bij diverse amateurgezelschappen. Onder de directie van Marc Andries werd ze beroepsactrice en aangeworven bij het EWT teater te Deurne.
Ze vertolkte ook gastrollen bij het gezelschap Ivonne Lex. Bij het Echt Antwaarps Teater debuteerde ze in 1991 in "Frans de facteur is ne charmeur". Ze vertolkte bij dit gezelschap diverse personages en groeide uit tot de toonaangevende comédienne van het gezelschap .
In 2000 vormde ze een komisch duo met Ruud De Ridder en sindsdien werden ze onafscheidelijk, zowel op de scène als in het dagelijkse leven. In 2002 kende Ruud De Ridder een dip als auteur en Nicole Laurent werd zijn muze. Ze hielp hem en werd zijn co-auteur.

### Privéleven
Op 24 januari 2009 is ze getrouwd met Ruud De Ridder. Haar twee kinderen werden door hem geadopteerd. 

## Televisie en films
- Bingo, Claire, 2013
- Aspe, Daniëlla Verelst, 2011
- Mega Mindy, Barbara, 2010
- De Wet volgens Milo, schoonmaakster, 2005
- Spoed, Liliane, 2000
- Medellin, 1999
- Nonkel Jef, Magda Van de Watermolen, 1995 - 2001
- Wittekerke, Mevrouw Stuykens, 1995

## Theater
Laurent is lid bij het Echt Antwaarps Teater.